# Heinrich Caro
Heinrich Caro (Poznań, 13 febbraio 1834 – Dresda, 11 settembre 1910) è stato un chimico tedesco.

## Biografia
Dopo aver frequentato l'università di Friedrich Wilhelms e finito gli studi di chimica a Berlino all'istituto Royal Trades, inizia i suoi esperimenti. Ritorna poi in Germania per prestare servizio di guerra negli anni 1857-1858. Lavora in seguito al laboratorio di Jaques Meyer a Berlino.
Dopo alcuni viaggi in Europa (fra cui uno in Inghilterra), con l'aiuto di Adolf von Baeyer nel 1879 inventa il primo colorante indaco. Viene ricordato anche per la composizione chimica (H2SO5) dell'acido perossimonosolforico che porta anche il suo nome. Durante i suoi anni lavorativi all'interno dell'azienda chimica tedesca BASF, ha scoperto e sintetizzato per la prima volta il blu di metilene.